# Virreinato del Cáucaso
El virreinato del Cáucaso (Кавказское наместничество, Kavkázskoye naméstnichestvo) no fue un término usado en la administración del Imperio ruso, pero utilizado para nombrar a la autoridad efectiva en la región del Cáucaso, siendo los nombres reales:
- Glavnoupravlyáyuschi (главноуправляющий) (1801-1844, 1882-1902) que puede traducirse como «gobernador general»
- Naméstnik (наместник) (1844-1882, 1904-1917), que se traduce como «en nombre de», entendiéndose como «virrey».

## Historia

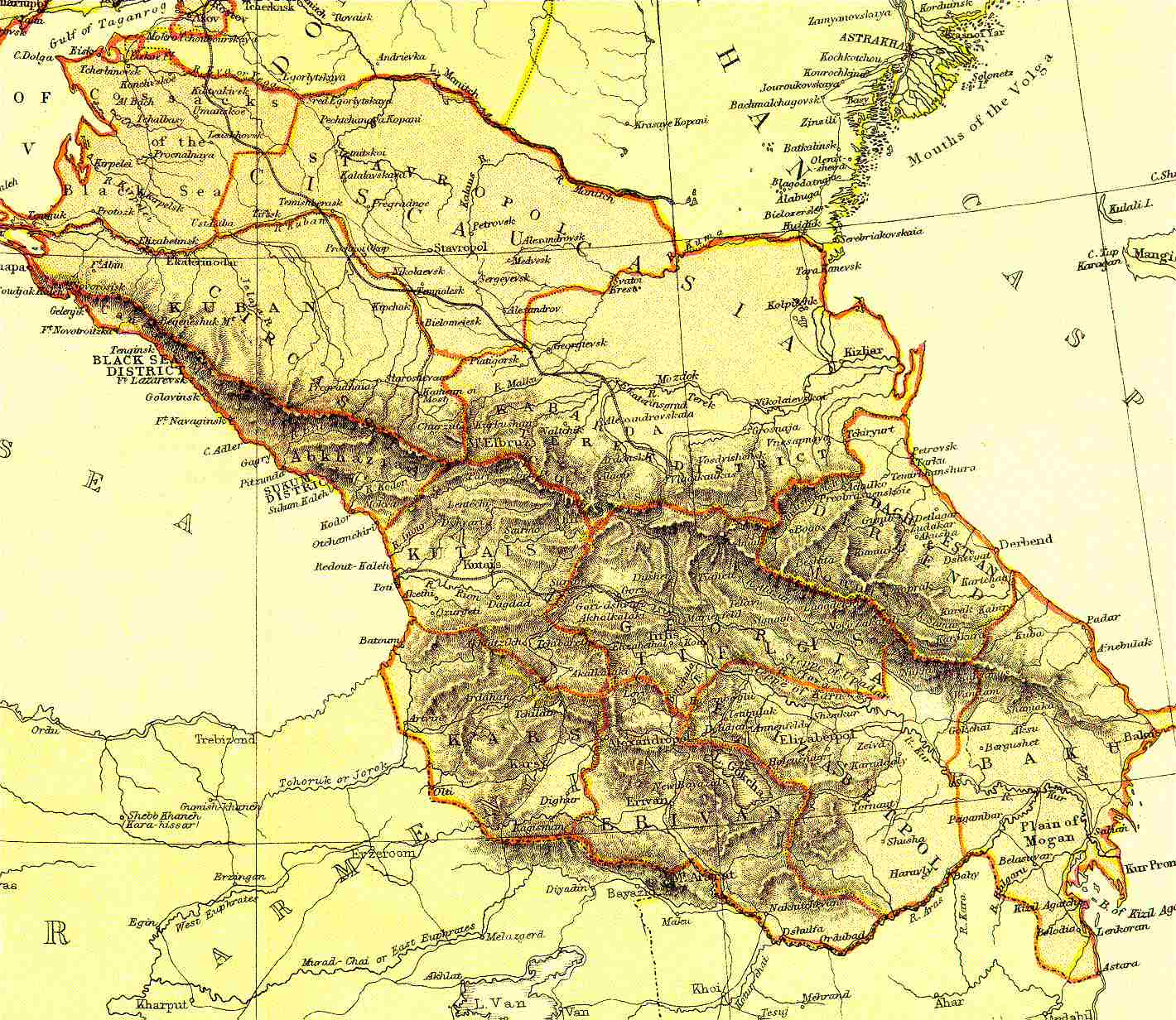
Mapa del Cáucaso ruso en 1882.

El puesto fue creado después de la anexión de Georgia en 1801. El general Karl Knorring fue el primero en hacerse cargo del mismo, siendo oficialmente nombrado como «Comandante en Jefe de Georgia y Gobernador General de Tiflis». El virreinato se expandió posteriormente con la incorporación de los territorios adquiridos en las sucesivas guerras con el Imperio otomano, Persia y los pueblos autóctonos del Caucaso. 
El cuartel general estaba en Tiflis, actualmente Georgia, actuando de hecho como embajador en los países vecinos, como comandante en jefe de las fuerzas armadas, y como autoridad civil suprema, respondiendo únicamente ante el Zar.
Desde el 3 de febrero de 1845, hasta el 23 de enero de 1882, la autoridad del virrey estaba supervisada por el «Comité del Cáucaso», compuesto por los representantes del «Consejo de Estado» y los ministros de Finanzas, Dominio Territorial, Justicia e Interior, así como los miembros de los Comités Especiales.

### Revolución rusa
Después de la Revolución de febrero de 1917, con el derrocamiento del zar Nicolás II de Rusia, el Virreinato del Cáucaso fue abolido por el Gobierno Provisional Ruso el 8 de marzo de 1917, tomando todo el poder, excepto en las zonas de actividad militar, el “Comité Especial Transcaucásico”, conocido como OZAKOM (Osoby Zakavkazski Komitet, Особый Закавказский Комитет)

## División territorial[1]

### 1844
El 27 de diciembre de 1844, la División Administrativa Territorial del Virreinato del Cáucaso (Административно-территориальное деление Кавказского наместничества) tiene 1 Gubernia y 2 Óblast:
1. Gobernación de Georgia-Imericia (Грузино-Имеретинская губерния); capital Tiflis (Tbilisi)

1. Óblast de Armenia (Армянская область); capital Ereván
2. Óblast del Caspio (Каспийская область); capital Shemaka

### Reformas

#### 1846
- En 1846, se divide el Óblast del Caspio en:
  - Gobernación de Derbent (Дербентская губерния); capital Derbent
  - Gobernación de Shemaka (Шемахинская губерния); capital Shemaka

#### 1847
- El 28 de febrero de 1847 se transforma la Gobernación de Georgia-Imericia en:
  - Gobernación de Georgiano-Imeretia de Tiflis (Тифлисская Грузино-Имеретинская губерния); capital Tiflis (Tbilisi)

#### 1849
- El 9 de junio de 1849, el Óblast de Armenia se transforma en:
  - Gobernación de Ereván (Эриванская губерния); capital Ereván

#### 1860
- El 2 de diciembre de 1860, la Gobernación de Shemaka cambia de nombre por el de:
  - Gobernación de Bakú (Бакинская губерния); capital Bakú
- El 30 de mayo de 1860, se abole el Óblast de Derbent, estableciendo el:
  - Óblast de Daguestán (Дагестанская область); capital Derbent

- Se establece el Okrug de Dzhar-Belokan (Ókrug de Zakatali (Закатальский округ)); capital Zaqatala

#### 1866
- El 10 de marzo de 1866, se establece el Ókrug del Mar Negro (Черноморский округ); capital Novorosíisk
- El 17 de agosto de 1866, se establece el Otdel (departamento) de Sujumi (Сухумский отдел); capital Sujumi

#### 1868
- En 1868 se establece la Gobernación de Elizavétpol (Елизаветпольская губерния); capital Elizavétpol

#### 1878
- En 1878 se establece:
  - Óblast de Batumi (Батумская область); capital Batumi
  - Óblast de Kars (Карсская область); capital Kars

### 1905
El 22 de septiembre de 1905, está formado por 5 Óblasts, 6 Gubernias, 2 Ókrugs y 1 Gobierno Urbano (градоначальство):

#### Óblasts
1. Óblast de Kubán (Кубанская область; capital Ekaterinodar
2. Óblast de Tersk (Терская область); capital Vladikavkaz
3. Óblast de Kars (Карсская область); capital Kars
4. Óblast de Daguestán (Дагестанская область); capital Derbent, luego Temir-Jan-Shura
5. Óblast de Batumi (Батумская область); capital Batumi

#### Gubernias
1. Gobernación de Chernomore (Черноморская губерния); capital Novorossiysk
2. Gobernación de Kutaisi (Кутаисская губерния); capital Kutaisi
3. Gobernación de Tiflis (Тифлисская губерния); capital Tiflis (Tbilisi)
4. Gobernación de Ereván (Эриванская губерния); capital Ereván
5. Gobernación de Elizavétpol (Елизаветпольская губерния); capital Elizavétpol (posteriormente renombrada Ganja y Kirovabad)
6. Gobernación de Bakú (Бакинская область); capital Bakú

#### Ókrugs
1. Ókrug de Zakatali (Закатальский округ); capital Zaqatala
2. Ókrug de Sujumi (Сухумский округ); capital Sujumi

#### Gradonachalstvo
1. Gradonachalstvo de Bakú (Бакинское градоначальство)

## Gobernadores Generales y Virreyes del Cáucaso

### Gobernadores
- Karl Knorring 1801-1802
- Pável Tsitsiánov 1802-1806
- Iván Gudóvich 1806-1809
- Aleksander Tormasov 1809-1811
- Filippo Paulucci 1811-1812
- Nikolái Rtíschev 1812-1816
- Alekséi Yermólov 1816-1827
- Iván Paskévich 1827-1831
- Grigori Rozen 1831-1838
- Yevgueni Golovín 1838-1842
- Aleksandr Neidgart 1842-1844

### Naméstnik o Virrey
El 27 de diciembre de 1844 se funda el "Naméstnichestvo del Cáucaso" (Virreinato del Cáucaso):
- Mijaíl Vorontsov (Михал Семенович Воронцов) (27.12.1844- 1.03.1854)
- Nikolái Muraviov-Karski (Николай Николаевич Муравьёв-Карсский) (29.11.1854-22.07.1856)
- Aleksandr Bariátinski (Александр Иванович Барятинский) (22.07.1856- 6.12.1862)
- Gran Duque Miguel Románov (Михаил Николаевич Романов) (6.12.1862- 1.01.1882)

### Autoridad Civil
El 22 de noviembre de 1881 se separa la autoridad civil de la militar, quedando la autoridad civil al mando de un "Glavnonachálstvuyuschi", y la militar en atamán cosaco "Glavnokománduyuschi". Las autoridades civiles son:
- Aleksandr Dondukov-Kórsakov (Александр Михайлович Дондуков-Корсаков) (1.01.1882- 3.06.1890)
- Serguéi Sheremétev (Сергей Алексеевич Шереметев) (3.06.1890- 6.12.1896)
- Grigori Golitsyn (Григорий Сергеевич Голицын) (12.12.1896- .02.1905)

### Naméstnik o Virrey
El 26 de febrero de 1905, se forma nuevamente el "Naméstnichestvo del Cáucaso" (Каказское наместничество):
- Ilarión Vorontsov-Dáshkov (Илларион Иванович Воронцов-Дашков) (26.02.1905-23.08.1915)
- Gran Duque Nikolás Románov (Николай Николаевич Романов Младший) (23.08.1915- 9.03.1917)

### Caída del régimen
El 9 de marzo de 1917 se establece el Comité Especial Transcaucásico.

## Demografía

### Evolución de la población en el Cáucaso, entre 1872 y 1915[2]
| | 1872-1874   | 1883-1884   | 1894        | 1897        | 1915          | verstas2       |
| --- | ----------- | ----------- | ----------- | ----------- | ------------- | -------------- |
| Transcaucaso (Bakú, Elizavétpol, Tiflis, Zaqatala, Kars, Kutaisi, Batumi, Sujumi, Ereván, Daguestán y Chernomore) | 3551.1 hab. | 4110.0 hab. | 5464.1 hab. | 5563.4 hab. | 7484.8 0 hab. | 214.7 verstas2 |
| Cáucaso norte (Térek y Kubán)                                                                                     | 1362.7 hab. | 1849.4 hab. | 2726.0 hab. | 2851.2 hab. | 3954.4 hab.   | 147 verstas2   |
| Total del Cáucaso                                                                                                 | 4913.8 hab. | 5959.4 hab. | 8190.1 hab. | 8414.6 hab. | 11439.2 hab.  | 361.7 verstas2 |